# Ивановка (Добропольский район)
Ивановка (укр. Іванівка) — село на Украине, находится в Добропольском районе Донецкой области.
Код КОАТУУ — 1422085007. Население по переписи 2001 года составляет 54 человека. Почтовый индекс — 85030. Телефонный код — 6277.

## Адрес местного совета
85030, Донецкая область, Добропольский р-н, с. Никаноровка, ул.Мира, 1, 9-61-41